# Шоппер-маркетинг
Шоппер-маркетинг осуществляется в магазинах с целью побудить покупателя принять решение о покупке в магазине вблизи товара, тем самым трансформировав посетителя магазина в покупателя товара / услуги.  
Потребитель и потенциальный покупатель товара  могут быть разными людьми. Например, женщина в семье может полностью отвечать за приобретение ежедневных покупок, в то время как потребление может распределяться равномерно на каждого члена семьи.  
С точки зрения розничной торговли, шоппер-маркетинг обозначает, что поставщики товаров осуществляют маркетинговые инвестиции в магазине вместо традиционных медиа-инвестиций. К тому же, важным фактором в появлении шоппер-маркетинга является глубокое понимание клиентов и покупательского поведения, ставшее возможным благодаря анализу совершенных информационных систем торговли (например, выводы о количествах покупок, основанные на сведениях с дисконтных карт).
Инвестиции поставщиков товаров в шоппер-маркетинг стремительно увеличиваются с каждым годом на 21 % . Компания «Procter & Gamble», в частности, согласно её налоговому отчету, ежегодно инвестирует не менее 500 миллионов долларов на шоппер-маркетинг . Таким образом, следующие результаты исследования перенаправили инвестиции от потребительского маркетинга к шоппер-маркетингу:
- 70 % брендов выбирается в магазине
- 68 % решений о покупке не запланированы
- 5 % верны одному бренду продукции

## Области деятельности
Исходная точка шоппер-маркетинга — потенциальный покупатель, то есть человек, пришедший за покупками. Потому как мера шоппер-маркетинг означает направленный на потенциального покупателя маркетинговый раздражитель, основанный на понимании поведения потребителей.
Шоппер-маркетинг можно разделить (как и традиционный смешанный маркетинг) на четыре «P»: продукт (product), цена (price), место (place) и маркетинговое сообщение (promotion).
- Продукт (product): размер, форма, цвет, материал, упаковка, текст и графика на упаковке.
- Цена (price): ценовые скидки, скидки при большой партии, обозначение цены и купоны.
- Место (place): концепция магазина, освещение, проходы с полками и размещение особых презентаций.
- Маркетинг-сообщение (promotion): упаковка, магазин, рекламная информация, особые презентации, телевидение в магазине, наклейки на полу и реклама в продуктовых тележках и корзинках.

## Информация о покупательном поведении
Информация о поведении потенциального покупателя собирается тремя способами: мониторинг, опросы и кассовая система.
С помощью наблюдений, сделанных в магазине, выясняется, как ведет себя потенциальный покупатель при приобретении товара. Например, анализируется длительность процесса покупки, что покупатель заметил, что он потрогал, рассмотрел и что купил, а также влияющие на процесс методы покупки.
При помощи опросов определяются мотивы, направляющие покупательное поведение. Как правило, преобладают: заменяемость товара и опознание заменителей, оценки и позиции, предпочтения и факторы мотивации, а также стиль жизни и текущие жизненные обстоятельства.
При помощи кассовой системы можно получить сведения, когда и какая продукция была продана. Кроме того, при помощи дисконтных карт можно определить покупки, которые делают определенные покупатели. Таким образом получаются абсолютные данные — что и когда отдельный покупатель приобрел. Полная картина поведения покупателя вырисовывается при комбинировании информации, полученной всеми перечисленными выше методами сбора информации с тем, чтобы создать комплексный образ покупателя (как, почему, что и когда).

## Сегментирование потенциальных покупателей
При проведении сегментирования покупателей рынок делится на важнейшие и замеряемые группы — сегменты — на основании информации о покупательском поведении. 
С помощью сегментирования потенциальных покупателей легче удовлетворить запросы отдельных сегментов. Например, чувствительные к цене и приверженные традициям покупатели отличаются своим поведением от других. При помощи сегментирования меры маркетинга можно направить на наиболее прибыльных покупателей.

## Примеры сегментирования потенциальных покупателей
- TESCO

"Покупатели премиальных продуктов" (Finer Foods)
"Покупатели здоровых продуктов" (Healthy)
"Покупатели, ищущие удобство" (Convenience)
"Покупатели, чувствительные к цене" (Price Sensitive)
"Покупатели, следующие за мейнстримом" (Mainstream)
"Традиционные покупатели" (Traditional)
"Социальные покупатели" (Social Shoppers)
- WALMART

"Заинтересованные в бренде" (Brand Aspirationals)
"Покупатели товаров с хорошим соотношением цены и ценности" (Price Value Shoppers)
"Те, кто ищут трендовое качество" (Trendy Quality Seekers)
"Чувствительные к цене богачи" (Price Sensitive Affluents)
"Разовые покупатели" (One Stop Shoppers)
"Сознательные лица" Conscientious Objectors
- SAFEWAY

"Ищущие ценность" (Value-Seeking)
"Ищущие разнообразие" (Variety-Seeking)
"Ищущие бренд" (Brand-Seeking)
"Ищущие простоту" (Simplicity-Seeking)
"Ищущие новизну" (Discovery-Seeking)
"Ищущие качество" (Quality-Seeking)